# رزماری تروکل
رزماری تروکل (انگلیسی: Rosemarie Trockel; ۱۳ نوامبر ۱۹۵۲ –) هنرمند، نقاش، و استاد دانشگاه اهل آلمان بود.
او استاد هنرستان دوسلدورف در ایالت نورد راین وست فالن آلمان می‌باشد.

## فعالیت‌ها
در سال ۱۹۸۳ اولین نمایشگاه خود را در گالری مونیکا در کلن آلمان و گالری شهر بن برگزار کرد. در اواسط ۱۹۸۰ نقاشی‌های بزرگ با ماشین آلات صنعت بافندگی را آغاز کرد که اشکال هندسی متنوعی را به تصویر می‌کشید. در سال ۱۹۹۴ او بنای معروف فرشته فرانکفورت را ساخت.
از آنجا که اواخر دهه ۱۹۹۰، تروکل به‌طور گسترده‌ای با خاک رس کار کرده‌است و همچنان به نقاشی دستی و ماشین بافتنی مشغول بود توانست تعدادی از این نقاشی‌ها را در Post-Menopause در موزه لودویگ، کاسل در سال ۲۰۰۵ به نمایش بگذارد. در سال ۲۰۱۲ موزه نیویورک، نمایشگاه بزرگ آثار او را توسط لین کوک تحت عنوان کیهان رزماری ترکل به نمایش گذاشت.
تروکل برندهٔ جوایزی همچون جایزه ولف در هنر شده‌است.